# 화기엄금
《화기엄금》은 대한민국의 래퍼 사이먼 도미닉의 첫 번째 EP로, AOMG를 통해 2019년 9월 3일에 발매되었다.

## 싱글
'DAx4'는 2019년 8월 14일에 발매되었다. 
'make her dance'는 2019년 8월 21일에 발매되었다. 가온 디지털 차트에서 최고 순위 86위를 기록했다.

## 음악 및 가사
리드머에 따르면, "성공과 이에 대한 과시로 채워진 콘텐츠는 그간 미디어를 통해 내비쳤던 특유의 뻔뻔하고 익살스러운 캐릭터와 합쳐져 앨범의 정서를 지탱한다." 프로덕션 부분에서는 "구스범스 특유의 질감을 유지하면서도 AOMG가 그간 보여준 트렌디한 방향으로 이질감 없이 녹아들었다."

## 평가
리드머에서 5점 만점에 3.5점을 받았다. 이진석 평론가에 따르면, "사이먼 도미닉이 발표했던 앨범을 통틀어 강박에서 벗어나 가장 편안하게 작업한 듯한 인상도 든다. [화기엄금]은 그의 결과물 중 가장 즐겁고 완성도 높은 작품이다."

### 연말 리스트
| 출판사 | 리스트                           | 순위 | 각주  |
| ------ | -------------------------------- | ---- | ----- |
| 리드머 | 2019 국내 랩/힙합 앨범 베스트 10 | 7    | [ 3 ] |

## 곡 목록
| #            | 제목                                                | 작사                                | 작곡                                 | 편곡  | 재생 시간 |
| ------------ | --------------------------------------------------- | ----------------------------------- | ------------------------------------ | ----- | --------- |
| 1.           | 〈intro〉                                           | 사이먼 도미닉                       | GooseBumps 사이먼 도미닉             | 1:30  |           |
| 2.           | 〈DAx4〉                                            | 사이먼 도미닉                       | GooseBumps 사이먼 도미닉             | 2:08  |           |
| 3.           | 〈GOTT〉 (Feat. MOON & 우원재 & Jvcki Wai)          | 사이먼 도미닉 우원재 Jvcki Wai MOON | GooseBumps 사이먼 도미닉             | 2:49  |           |
| 4.           | 〈make her dance〉 (Feat. Loopy & Crush)            | 사이먼 도미닉 Loopy Crush           | GooseBumps 사이먼 도미닉 Loopy Crush | 2:51  |           |
| 5.           | 〈POSE!〉 (Feat. 염따)                              | 사이먼 도미닉 염따                  | GooseBumps 사이먼 도미닉             | 2:44  |           |
| 6.           | 〈room type〉                                       | 사이먼 도미닉                       | GooseBumps 사이먼 도미닉 릴러말즈    | 2:18  |           |
| 7.           | 〈ya ain`t gang〉 (Feat. JayAllDay & SIMO of Y2K92) | 사이먼 도미닉 JayAllDay SIMO        | GooseBumps 사이먼 도미닉             | 4:01  |           |
| 총 재생 시간 | 총 재생 시간                                        | 총 재생 시간                        | 총 재생 시간                         | 18:21 |           |